# Казань (аеропорт)
Міжнародний аеропорт Казань (тат. Казан аэропорты, Kazan aeroportı; (IATA: KZN, ICAO: UWKD)) - аеропорт, розташований в Татарстані, Росія, приблизно за 25 км на південний схід від Казані. Це найбільший аеропорт Татарстану. Казанський аеропорт обслуговує не тільки Казань, але практично всі 3,8 млн жителів регіону.
Аеропорт є хабом для:
- UVT Aero

## Аеродромний комплекс
Аеровокзальний  комплекс аеропорту складається з трьох пасажирських терміналів - 1, 1А і 2. Термінали 1 і 1А знаходяться в безпосередній близькості один від одного і з'єднані між собою. У стику між терміналами знаходиться прохід в термінал Аероекспрес, обладнаний траволаторами.
Термінал 1А має площу 20 тисяч м² і його пропускна здатність становить 1,2 мільйона пасажирів на рік. Термінал обладнаний чотирма телескопічними трапами, має 19 стійок реєстрації, 6 кабін паспортного контролю і 4 пункту контролю безпеки. Старий термінал 1 обслуговує рейси міжрегіональної авіації по Поволжю, а також частина рейсів в країни ближнього зарубіжжя. 
Термінал 2 є окремою спорудою, які обслуговують пасажирів VIP категорій і пасажирів бізнес-авіації. Був побудований в 2005 році до 1000-річчя Казані.

## Транспортне сполучення з Казанню
Аеропорт пов'язаний з містом маршрутом Аероекспрес (використовувався електропоїзд «ЕС1 Ластівка»), відстань 27 км, час у дорозі від залізничного вокзалу в центрі міста до аеропорту - 20 хвилин. Аероекспрес запущено 26 травня 2013 року.
Також аеропорт пов'язаний з Казанню автобусним сполученням: міський маршрут  № 97 курсує в денний час від Агропромпарка через СТЦ «Мега-Казань», проспект Перемоги, в тому числі однойменну станцію метро, лікарняне містечко РКБ/ ДРКБ і села Столбище  і Усади.
До аеропорту веде автодорога Р245, що бере свій початок від перетину з Оренбурзьким трактом  (траса Р239) (15 км до межі міста Казань).

## Авіалінії та напрямки, жовтень 2019
| Авіакомпанія          | Пункт призначення |
| --------------------- | --- |
| Aeroflot              | Москва-Шереметьєво, Франкфурт |
| Air Astana            | Нур-Султан |
| AirBaltic             | Рига |
| Avia Traffic Company  | Бішкек |
| Азимут                | Ростов-на-Дону |
| Azur Air              | Сезонний: Ла-Романа (з 15 листопада 2019) |
| Belavia               | Мінськ |
| Buta Airways          | Баку |
| flydubai              | Дубай |
| I-Fly                 | Сезонний чартер: Анталія |
| Nordavia              | Ст Петербург Сезонний: Сочі |
| Nordwind Airlines     | Худжанд, Москва-Шереметьєво Сезонний чартер: Анталія, Бодрум, Бургас, Камрань, Даламан, Джерба, Дубай-Аль-Мактум (з 29 грудня 2019) , Іракліон, Монастір, Пхукет |
| Pobeda                | Мінеральні Води, Сочі, Ст Петербург Сезонний: Анапа, Анталія |
| Rossiya               | Ст Петербург |
| Royal Flight          | Сезонний чартер: Барселона, Паттайя |
| RusLine               | Калуга, Єкатеринбург |
| S7 Airlines           | Москва-Домодєдово, Новосибірськ |
| Smartwings            | Прага |
| Somon Air             | Душанбе |
| Turkish Airlines      | Стамбул-Аеропорт |
| Turkmenistan Airlines | Ашгабат |
| Ural Airlines         | Душанбе, Москва-Домодєдово, Ош |
| Utair                 | Москва-Внуково, Сургут, Уфа, Волгоград Хадж чартер: Джидда, Медина |
| UVT Aero              | Астрахань, Челябінськ, Барнаул, Калінінград, Краснодар, Красноярськ-Ємельяново, Махачкала, Москва-Жуковський (з 1 грудня 2019), Нижньовартовськ, Новий Уренгой, Перм, Сімферополь, Салехард, Сочі, Ст Петербург, Сургут, Ярославль Сезонний: Геленджик, Горно-Алтайськ, Єреван |
| Uzbekistan Airways    | Фергана, Ташкент |
| Wizz Air              | Будапешт (з 30 жовтня 2019) |
| Yakutia Airlines      | Якутськ (з 27 жовтня 2019), Єкатеринбург (з 27 жовтня 2019) |

## Ресурси Інтернету
- Офіційний сайт аеропорту Казань [Архівовано 29 листопада 2020 у Wayback Machine.] (рос.), (татар.), (англ.)